# Jabuke, Nikšić
Jabuke este un sat din comuna Nikšić, Muntenegru. Conform datelor de la recensământul din 2003, localitatea are 33 de locuitori (la recensământul din 1991 erau 23 de locuitori).

## Demografie
În satul Jabuke locuiesc 31 de persoane adulte, iar vârsta medie a populației este de 46,6 de ani (43,1 la bărbați și 53,4 la femei). În localitate sunt 11 gospodării, iar numărul mediu de membri în gospodărie este de 3,00.
Populația localității este foarte eterogenă.
|  |

| Demografie | Demografie | Demografie |
| An         | Locuitori  | Locuitori  |
| ---------- | ---------- | ---------- |
|            |            |            |
|            |            |            |
|            |            |            |
|            |            |            |
| 1948       | 181        |            |
| 1953       | 174        |            |
| 1961       | 149        |            |
| 1971       | 132        |            |
| 1981       | 62         |            |
| 1991       | 23         | 23         |
| 2003       | 33         | 33         |

| \| Componența etnică conform recensământului din 2003[2] \| Componența etnică conform recensământului din 2003[2] \| Componența etnică conform recensământului din 2003[2] \| Componența etnică conform recensământului din 2003[2] \| Componența etnică conform recensământului din 2003[2] \| \| ----------------------------------------------------- \| ----------------------------------------------------- \| ----------------------------------------------------- \| ----------------------------------------------------- \| ----------------------------------------------------- \| \| \| \| \| \| \| \| Muntenegreni \| Muntenegreni \| \| 18 \| 54,54% \| \| Sârbi \| Sârbi \| \| 9 \| 27,27% \| \| Iugoslavi \| Iugoslavi \| \| 2 \| 6,06% \| \| necunoscută \| necunoscută \| \| 0 \| 0% \| |              |  |    |        |
| Componența etnică conform recensământului din 2003 |              |  |    |        |
| |              |  |    |        |
| Muntenegreni | Muntenegreni |  | 18 | 54,54% |
| Sârbi | Sârbi        |  | 9  | 27,27% |
| Iugoslavi | Iugoslavi    |  | 2  | 6,06%  |
| necunoscută | necunoscută  |  | 0  | 0%     |